# Ján Stanislav
Ján Stanislav (Szentiván, 1904. december 12. – Liptószentmiklós, 1977. július 29.) szlovák nyelvészprofesszor, szlavista.

## Élete
1910-1915 között Liptószentmiklóson járt iskolába, majd 1915-1924 között a liptószentmiklósi és lőcsei gimnáziumon végzett. Ezek után a pozsonyi Comenius Egyetemen tanult szlavisztikát és romanisztikát, melyet 1928-ban fejezett be. 1929-1938 között a prágai Károly Egyetem szláv szemináriumának asszisztense, majd docense. 1939-től a Comenius Egyetem professzora.
Elsősorban dialektológiával és a korai szláv nyelvvel foglalkozott. Jelentősen hozzájárult a szlovák történeti nyelvtan, illetve a szlovák nyelv fejlődésének megismeréséhez.

## Elismerései
- 2005 Ľudovít Štúr érdemrend I. osztálya (in memoriam)
- Nevét viseli a Szlovák Tudományos Akadémia szlavista intézete

## Művei
- 1932 Liptovské nárečia
- 1938 Československá mluvnica pre odborných učiteľov a vysokoškolákov
- 1941 K jazykovednému dielu Antona Bernoláka.
- 1944/ 1997 Kultúra starých Slovákov
- 1945 Slovanskí apoštoli Cyril a Metod a ich činnosť vo Veľkomoravskej ríši
- 1947/ 2008 Odkryté mená slovenských miest a dedín
- 1948 Po stopách predkov
- 1948/ 1999/ 2004 Slovenský juh v stredoveku I.-II.
- 1950 Zo života slov a našich predkov
- 1953 Slovenská výslovnosť
- 1955 Kultúra slovenského hovoreného jazyka
- 1956-1973 Dejiny slovenského jazyka I-V.
- 1956 Zo vzťahov medzi rečou, hudbou a spevom
- 1957 Z rusko-slovenských kultúrnych stykov v časoch Jána Hollého a Ľudovíta Štúra
- 1977 Slowakische Grammatik
- 1978 Hudba, spev, reč
- 1978/ 1987 Starosloviensky jazyk I-II.